# Алан Ширер
Алан Ширер (енгл. Alan Shearer; Госфорт, 13. август 1970) је бивши енглески фудбалер, најбољи енглески нападач у последњој деценији 20. века. Закључно са септембром 2021. је са 260 голова најбољи стрелац Премијер лиге у њеној историји, док је на другом месту Вејн Руни са 204.